# Pachetra diluta
Pachetra diluta là một loài bướm đêm trong họ Noctuidae.